# Melanie Fronckowiak
Melanie "Mel" Nunes Fronckowiak (Araranguá, Santa Catarina, 16 de enero de 1988) es una actriz, cantante y ex-modelo brasileña. Mel fue una de los seis protagonistas de la telenovela brasileña Rebelde Rio, remake de la telenovela Argentina,  Rebelde Wey, creado y producido por la actriz y productora Cris Morena. Se dio a conocer después de ganar concursos de belleza.

## Biografía
Su apellido Fronckowiak, es de origen polaco. Hija de la psicóloga Berenice Nunes y André Fronckowiak, la actriz fue muy activa en la escuela y desde la infancia, siempre había soñado con la carrera artística. Ella participó en la Grêmio estudiantil y fue varias veces representante de la clase. En la escuela secundaria, ganó una beca en una escuela en Santa Cruz do Sul, donde vivían sus tíos paternos. Reunió a sus maletas y con 15 años, se fue de casa por primera vez. Ella hizo a la Facultad de Periodismo y tenía el incentivo de toda la familia para unirse a esta carrera.
A los 19 años se convirtió en modelo después de ganar el título de Miss Mundo Rio Grande do Sul, en el mismo concurso ganó el título de Miss Personalidade y Miss Mundo Sul Mundo. Por esta participación, representó el estado de Rio Grande do Sul en Miss Brasil Mundo de 2007 estando en segundo lugar. En ese momento ella se encontraba todavía estudiando periodismo en la facultad, cuando fue invitada por una agencia de modelos para trabajar profesionalmente. Mel, cerrado el curso y el trabajo, fue a los grandes centros de la moda del mundo como París, Milán, Madrid y Nueva York.
En 2008, fue elegida "Miss Bottom" en un concurso promovido por la marca "Sloggi", propiedad de Triumph International, en Francia. El concurso "Show me your sloggi", disputado por los modelos del mundo todo, con el fin de elegir el hombre y la mujer que sostiene "el trasero más hermoso del mundo". Melanie firmó un contrato con la marca, y ganó un premio de 15.000 euros y un seguro para su trasero.
Después de trabajar como modelo, Mel hizo teatro amateur y comenzó su carrera en la televisión haciendo algunos anuncios. En 2010, hizo una pequeña participación en una escena en la telenovela Vivir la vida, que interpreta al personaje Duda, una amiga de la protagonista Luciana, interpretada por Aline Moraes. En mismo ano, ella firmó con Rede Record y al año siguiente se unió al elenco de la telenovela Rebelde Rio, donde que interpreta el papel da bulímica, Carla. En la ficción, Carla es uno de los seis miembros de la banda Rebeldes - y Mel es parte de la banda en la vida real, haciendo presentaciones en varias ciudades de Brasil.
En octubre de 2011, Mel fue elegida como la "Chica del Año" en lo Meus Prêmios Nick. En 2012, ganó dos categorías en el Troféu Internet y fue nominado para el Troféu Imprensa, uno de los mayores premios anuales para los destacados de la televisión brasileña.
En mayo de 2013, Mel rompe el contrato con la Rede Record y en agosto del mismo año lanza el libro Inclassificável: Memorias da Estrada. Según Mel, una importante editorial se negó a publicar la obra por "ser difícil de clasificar." La negativa inspiró a su amigo Pedro Cezar, cineasta, poeta y surfista, para sugerir el título Inclassificável. Un editorial embrión, el Rubra, decidió lanzarlo como el primer autor de lo sello. Con prólogo de la cantante mexicana Dulce María, el libro incluye reflexiones poéticas y una colección de historias cortas que Mel grabado durante su paso por 40 ciudades de Brasil con la banda "Rebeldes". Dueña de un séquito de millones de seguidores en Twitter, sino que también promueve iniciativas literarias en la red social, tales como el proyecto "Caçadora de Palavras", que tiene como objetivo estimular la producción de la poesía entre los jóvenes. Además del libro, Mel prestó un extracto de sus poemas para estampar la marca t-shirt "Poeme-se".

## Vida personal
Actualmente sale con el actor Rodrigo Santoro.

## Carrera
| Televisión | Televisión     | Televisión               | Televisión |
| ---------- | -------------- | ------------------------ | ---------- |
| Año        | Título         | Papel                    | Notas      |
| 2010       | Viver a Vida   | Duda                     |            |
| 2011-2012  | Rebelde Rio    | Carla Ferrer             |            |
| 2014-2015  | A Liga         | Presentadora y reportera |            |
| 2015       | O Hipnotizador | Daria                    |            |
| 2015       | Destino Certo  | Presentadora             |            |
| 2016-2018  | 3%             | Julia                    |            |

### Premios y nominaciones
| Año  | Prêmio                  | Categoría            | Trabajo nominado                     | Resultado |
| ---- | ----------------------- | -------------------- | ------------------------------------ | --------- |
| 2012 | Troféu Internet         | Mejor Actriz         | Carla Ferrer en Rebelde              | Ganador   |
| 2012 | Troféu Internet         | Revelación del Año   | Carla Ferrer en Rebelde              | Ganador   |
| 2012 | Troféu Imprensa         | Revelación del Año   | Carla Ferrer en Rebelde              | Nominado  |
| 2012 | Prêmio Jovem Brasileiro | Mejor Actriz Joven   | Carla Ferrer en Rebelde              | Ganador   |
| 2012 | Prêmio Jovem Brasileiro | Mejor Cantante Joven | Rebeldes                             | Ganador   |
| 2014 | Prêmio Jovem Brasileiro | Mejor Presentador    | A Liga                               | Ganador   |
| 2014 | Prêmio Jovem Brasileiro | Literatura           | Inclassificável: Memórias da Estrada | Ganador   |

## Discografía

### Álbumes de estudio
| Año  | Álbum |
| ---- | --- |
| 2011 | Rebeldes - Lanzamiento: 30 de septiembre - Discográfica: EMI Music - Formatos: CD, descarga digital           |
| 2012 | Meu Jeito, Seu Jeito - Lanzamiento: 7 de diciembre - Discográfica: EMI Music - Formatos: CD, descarga digital |

### Álbumes en vivo
| Año  | Álbum                                                                                                   |
| ---- | --- |
| 2012 | Rebeldes: Ao vivo - Lanzamiento: 11 de abril - Discográfica: EMI Music - Formatos: CD, descarga digital |